# James Marsden
James Paul Marsden (Stillwater, Oklahoma, 18. rujna 1973.), američki glumac, pjevač i bivši Versaceov model. Najpoznatiji je po filmskim ulogama u "X-Men", "Superman: Povratak", "Lak za kosu", "Začarana" i "Zauvijek djeveruša, nikad nevjesta".

## Životopis

### Rani život
James je rođen u malom mjestu u državi Oklahoma, Stillwateru. Otac mu je profesor biologije na sveučilištu u Kansasu. Roditelji su mu se rastali kad je James imao 9 godina. Marsden ima dvije sestre, Jennifer i Elizabeth, te dva brata, Jeffa i Roberta. Pohađao je srednju školu "Putnam City" u Oklahoma Cityu, te kasnije sveučilište u istom gradu.

### Karijera
James je svoj prvi glumački posao dobio u pilot epizodi humoristične serije "Dadilja", kao Eddie, dečko Margaret Sheffield, koju je utjelovila Nicholle Tom. Potom je nastupao u kanadskoj televizijskoj seriji "Boogies Diner" koja je potrajala samo jednu sezonu. Završetkom snimanja serije, pojavljivao se kao gost u serijama "Saved by the Bell: The New Class" i "Za istim stolom". Uslijedila je uloga u kratkotrajnoj seriji "Second Noah". Odbija ulogu u filmu "Studio 54" koju kasnije dobiva glumac Ryan Phillippe, te snima dva nova filma "Prijeteće ponašanje" s Katie Holmes i "Trač" s Kate Hudson.
2000. godine nastupa u filmu "X-Men" u ulozi Cyclopsa. Pojavio se u sva tri filma trilogije. 2001. i 2002. godine nastupa u ulozi odvjetnika Glenna Foya u dramsko-humorističnoj seriji "Ally McBeal". 2004. dobiva ulogu u romantičnoj drami "Zima za dvoje", rađenoj prema romanu Nicholasa Sparksa.
2007. dobiva ulogu u mjuziklu "Lak za kosu" gdje ja nastupao uz Nikki Blonsky, Zaca Efrona, Amandu Bynes, Michelle Pfeiffer, Johna Travoltu i Queen Latifah. U tom filmu pokazao je i svoje glasovne sposobnosti interpretirajući pjesme "The Nicest Kids In Town" i "It's Hairspray". Potom dobiva ulogu u Disneyjevoj animirano-igranoj komediji "Začarana", u kojoj tumači lik princa Edwarda. Zahvaljujući uspjehu svoja prethodna dva filma, 2008. dobiva glavnu ulogu u romantičnoj komediji "Zauvijek djeveruša, nikad nevjesta" gdje mu je kolegica bila Katherine Heigl.

### Privatni život
James je u braku s glumicom Lisom Linde od 22. srpnja 2000. Imaju dvoje djece, sina Jacka Holdena i kćer Mary James.

## Filmografija

### Filmske uloge
- "Ambush in Waco: In the Line of Duty" kao Steven Willis (1993.)
- "Djeca na vlasti" (No Dessert, Dad, Till You Mow the Lawn) kao Tyler Cochran (1994.)
- "Search and Rescue" (1994.)
- "919 Fifth Avenue" (1995.)
- "Državni neprijatelj" (Public Enemies) kao Doc Barker (1996.)
- "Gone in a Heartbeat" kao Michael Galler (1996.)
- "Na rubu nevinosti" (On the Edge of Innocence) kao Jake Walker (1997.)
- "Campfire Tales" kao Eddie (1997.)
- "Bella Mafia" kao Luka (1997.)
- "Prijeteće ponašanje" (Disturbing Behavior) kao Steve Clark (1998.)
- "Trač" kao Derrick Webb (2000.)
- "X-Men" kao Scott Summers/Cyclops (2000.)
- "Sugar & Spice" kao Jack Bartlett (2001.)
- "Zoolander" kao John Wilkes Booth (2001.)
- "Cesta broj 60" (Interstate 60) kao Neal Oliver (2002.)
- "X-Men 2" (X2) kao Scott Summers/Cyclops (2003.)
- "24. dan" (The 24th Day) kao Dan (2004.)
- "Zima za dvoje" (The Notebook) kao Lon Hammond Jr. (2004.)
- "Heights" kao Jonathan (2005.)
- "Alibi" (The Alibi) kao Wendell Hatch (2006.)
- "Raskrižje zločina" (10th & Wolf) kao Tommy (2006.)
- "X-Men: Posljednja fronta" (X-Men: The Last Stand) kao Scott Summers/Cyclops (2006.)
- "Superman: Povratak" (Superman Returns) kao Richard White (2006.)
- "Lak za kosu" (Hairspray) kao Corny Collins (2007.)
- "Začarana" (Enchanted) kao Edward (2007.)
- "Zauvijek djeveruša, nikad nevjesta" (27 Dresses) kao Kevin (2008.)
- "Sex Drive" kao Rex (2008.)
- "The Box" kao Arthur Lewis (2009.)
- "Nailed" kao Scott (2009.)
- "Conan: Red Nails" kao Techotl (2009.) - posudio glas
- "Death at a Funeral" (2010.)
- "Straw Dogs" kao David Sumner (2010.)

### Televizijske uloge
- "Ally McBeal" kao Glenn Foy (2001. – 2002.)
- "Bram i Alice" (Bram & Alice) kao Arnold Cooper (2002.)
- "Na granici mogućeg" (The Outer Limits) kao Brav (1998.)
- "Extreme Ghostbusters" (1997.)
- "Second Noah" kao Ricky Beckett (1996. – 1997.)
- "Dodir anđela" (Touched by an Angel) kao Jake (1995.)
- "Za istim stolom" (Party of Five) kao Griffin Holbrook (1995.)
- "Blossom" kao Josh (1995.)
- "Boogied Diner" kao Jason (1994.)
- "Dadilja" (The Nanny) kao Eddie (1993.)
- "Saved by the Bell: The New Class" kao Chad Westerfield (1993.)

## Vanjske poveznice
- Službena web stranica